# 欧内斯特·伦肖
欧内斯特·伦肖（英語：Ernest Renshaw，1861年1月3日—1899年9月2日），英国前男子网球运动员。他曾获得温布尔登网球锦标赛男子单打冠军、男子双打冠军。他于1897年退役。

## 家庭
孪生兄弟威廉·伦肖。